# Pisa Sporting Club 1972-1973
Questa voce raccoglie le informazioni riguardanti il Pisa Sporting Club nelle competizioni ufficiali della stagione 1972-1973.

## Rosa
| N. |                   | Ruolo | Calciatore         |
| -- | ----------------- | ----- | ------------------ |
|    | Italia (bandiera) | C     | Antonio Baldoni    |
|    | Italia (bandiera) | C     | Fabrizio Barontini |
|    | Italia (bandiera) | D     | Mauro Teza         |
|    | Italia (bandiera) | A     | Roy Benedetti      |
|    | Italia (bandiera) | A     | Paolo Bucchianica  |
|    | Italia (bandiera) | A     | Carmelo Cassarino  |
|    | Italia (bandiera) | A     | Maurizio Colombini |
|    | Italia (bandiera) | C     | Fabrizio Falchi    |
|    | Italia (bandiera) | A     | Luca Giannini      |
|    | Italia (bandiera) | A     | Emo Giannotti      |
|    | Italia (bandiera) | D     | Piero Gonfiantini  |
|    | Italia (bandiera) | C     | Flavio Guidi       |
|    | Italia (bandiera) | A     | Sandro Joan        |
|    | Italia (bandiera) | P     | Corrado Leardi     |
|    | Italia (bandiera) | D     | Massimo Luperini   |

| N. |                   | Ruolo | Calciatore        |
| -- | ----------------- | ----- | ----------------- |
|    | Italia (bandiera) | C     | Domenico Mannino  |
|    | Italia (bandiera) | C     | Andrea Mattolini  |
|    | Italia (bandiera) |       | Aldo Mazzei       |
|    | Italia (bandiera) | C     | Luciano Molinari  |
|    | Italia (bandiera) | A     | Fausto Nosè       |
|    | Italia (bandiera) | D     | Tiberio Palla     |
|    | Italia (bandiera) |       | Stefano Pecori    |
|    | Italia (bandiera) | D     | Roberto Pidone    |
|    | Italia (bandiera) | D     | Fabrizio Rapalini |
|    | Italia (bandiera) |       | Guelfo Renzoni    |
|    | Italia (bandiera) | C     | Luciano Savian    |
|    | Italia (bandiera) | D     | Maurizio Scotto   |
|    | Italia (bandiera) | C     | Marco Tardelli    |
|    | Italia (bandiera) | P     | Pietro Tomei      |
|    | Italia (bandiera) | A     | Nevio Vinciarelli |